# Leonard de Vries (schrijver)
Leonard de Vries (Semarang, 12 december 1919 – Amsterdam, 23 juli 2002) was een Nederlands schrijver van populair-technische jongensboeken. Hij heeft meer dan 50 boeken en 150 bundels geschreven op het gebied van radio, televisie, elektriciteit, scheikunde, fotografie, sterrenkunde, atoomfysica enz. Met zijn boeken heeft hij vele jongeren aangezet tot een hobby en uiteindelijk een beroep waar hun interesse in lag.

## Levensbeschrijving
Toen hij 10 jaar oud was maakte een bezoek aan het radio-zendstation Kootwijk indruk op hem. Een opstel (1937) voor zijn HBS over televisie kreeg weliswaar een onvoldoende, maar het werd wel in het jeugdblad Doe Mee geplaatst. Het kreeg een goede recensie van Willem Vogt en hij verdiende er 15 gulden mee. Hij schreef nog jaren artikelen over radiotechniek in het blad onder het pseudoniem Radio-oom. Zo rolde hij in het schrijverschap.
Na de HBS volgde De Vries een opleiding tot chemisch/fysisch laborant bij de Bataafse Petroleum Maatschappij, die in 1940 echter vanwege de Tweede Wereldoorlog werd gestaakt. Hij begon toen met het schrijven van een boek over radio-technisch knutselen: het boek Jongens Radioboek deel 1.
Toen in 1942 de Duitsers massaal de Joden begonnen te vervolgen is De Vries, die van joodse komaf was, ondergedoken in het oude landhuis Zwanenburg in Beugt, tussen Veghel en Dinther (Noord-Brabant). Zijn vader en moeder en vele andere familieleden zijn omgekomen in de concentratiekampen in Duitsland. Bij Zwanenburg is hij eens door Duitsers bedreigd, ze hielden hem een geweer tegen de borst gedrukt. Tijdens een inval op zijn onderduikadres hielden ze hem voor iemand die geholpen had met het verbergen van twee Engelse vliegeniers die met hun vliegtuig waren neergeschoten. Uiteindelijk heeft de bewoner van het onderduikadres De Vries op een listige wijze vrijgepraat.
In zijn onderduiktijd is Leonard de Vries de roman De Jongens van de Hobby club gaan schrijven. Doordat hij zo intensief met schrijven bezig was en in een soort fantasiewereld leefde, is de oorlog naar eigen zeggen ongemerkt aan hem voorbijgegaan. Als deze roman in 1947 uitkomt, krijgt hij vele positieve reacties. In 1949 verschijnt het eerste nummer van het maandblad Hobby Club.  Met zijn boeken zette hij jongeren aan tot een hobby. Naar aanleiding hiervan zijn er een jaar later al 70 hobbyclubs opgericht. In 1955 verschenen zijn herinneringen, Chaweriem.
De Vries overleed op 82-jarige leeftijd. Zijn as werd verstrooid op zijn favoriete plaats, de Matterhorn.

## Bijdragen

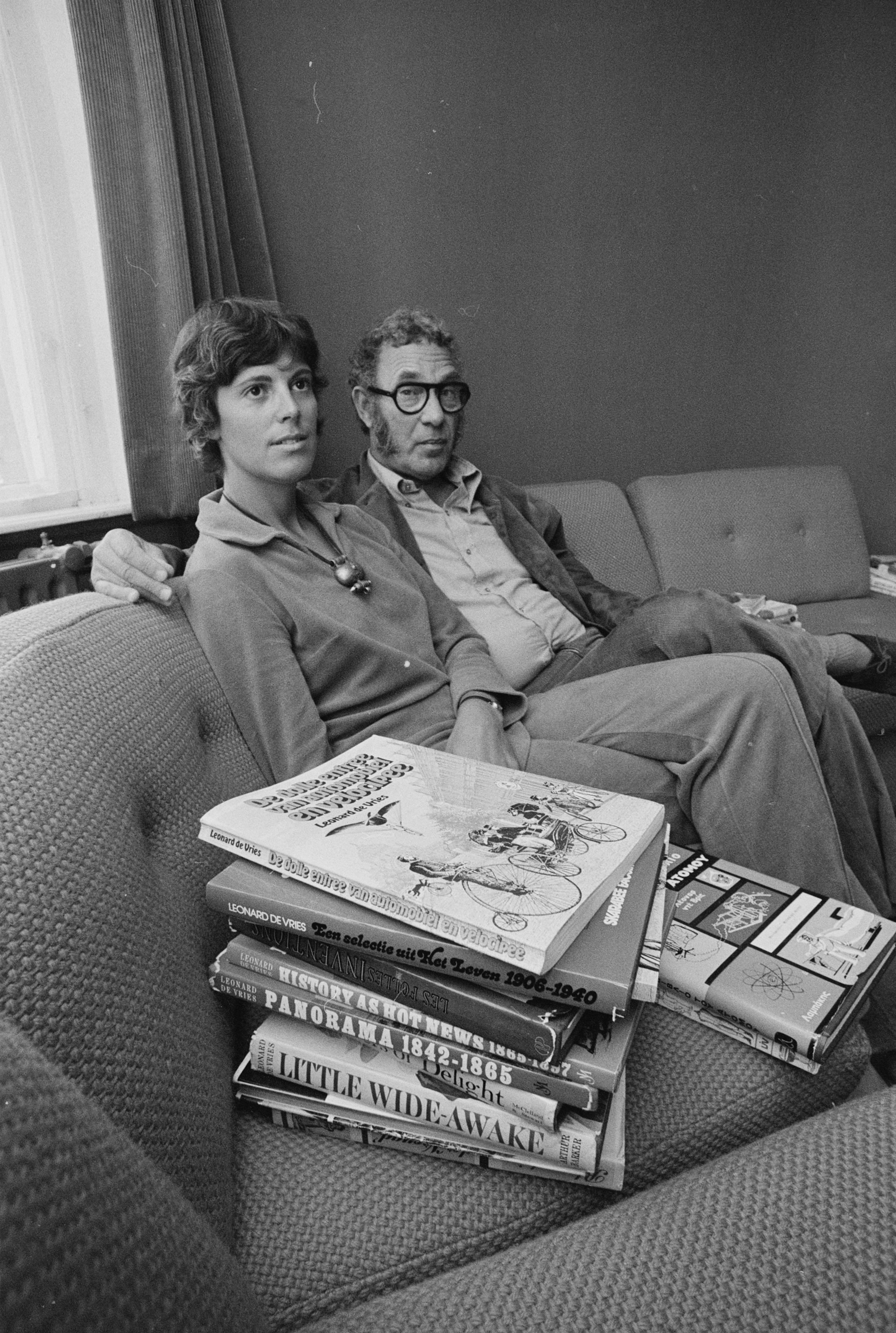
Leonard de Vries met zijn vrouw Ilonka en enige van zijn boeken in hun huiskamer, 1973.

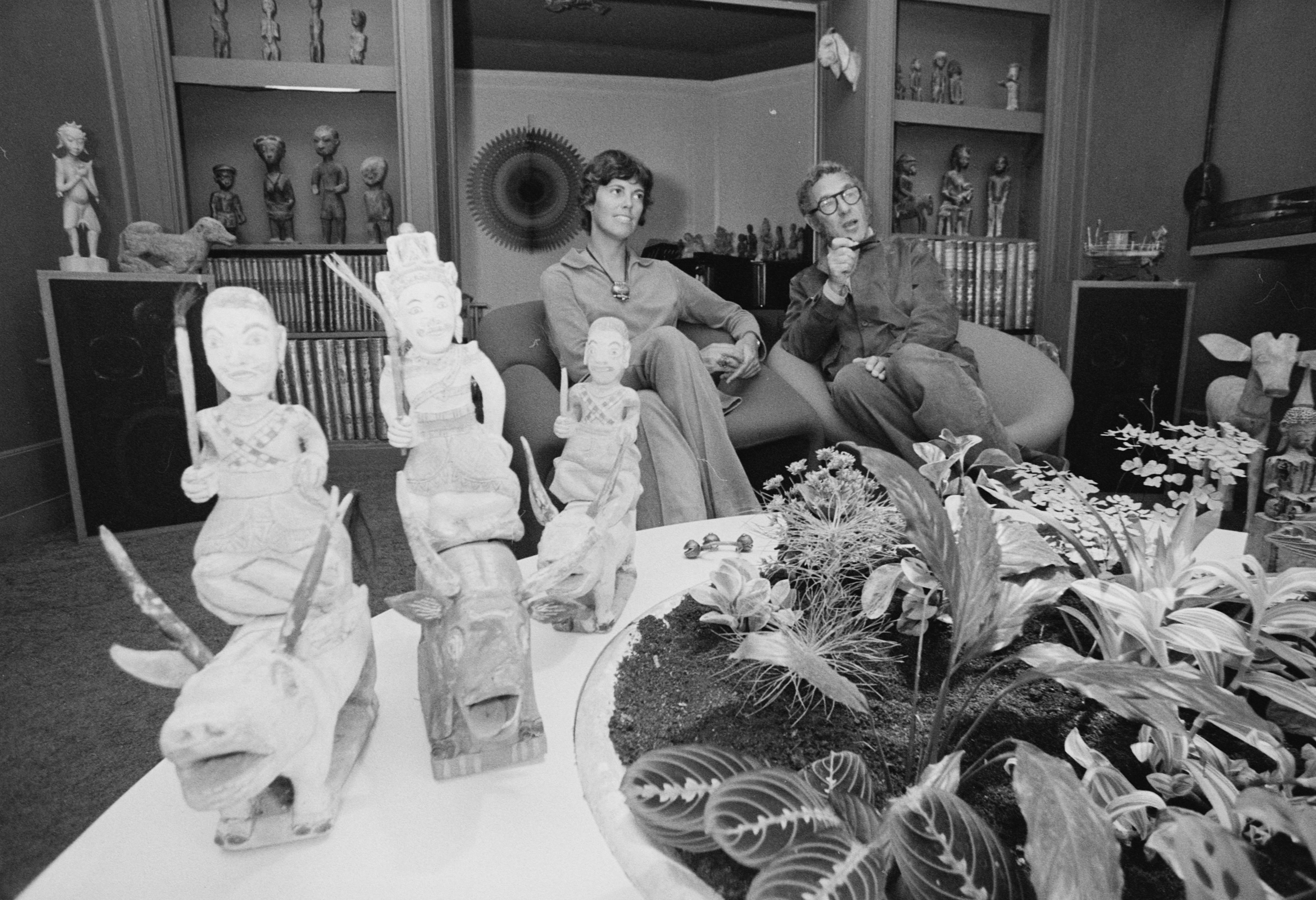
Verdere aankleding in huis, 1973.

Bijdragen van Leonard de Vries zijn onder andere de volgende:
- Jongens Radioboek deel 1 (1940)[4]
- De Jongens van de Hobby Club (1947)
- De Hobby Club op avontuur in Zwitserland (1948)
- Rob's avontuur met de PH-TCE (1949)
- Het verkeer (1956)
- Het atoom, uitgegeven door Elsevier in 1957 in de serie Elseviers Educatieve Jeugdboeken
- Om die ene wereld (1962)
- Eene wandeling door den Bijenkorf: een caleidoscopische terugblik op het 'nieuws' en nieuwe van weleer (1970)
- Knotsgekke uitvindingen van de 19e eeuw (1971) (in het Engels vertaald)
- Ha dokter ho dokter: knotsgekke geneeskunde uit grootvaders tijd (1974), uitgeverij De Haan
- O zit dat zo / 80 verbazingwekkende natuurkundeproeven, die kinderen zelf kunnen doen. (1981)
- Het boek van Artis om meer te genieten van dieren en dierentuinen (1981)
- Zo puur in de natuur: naturisme toen en nu (1987)
- Reinhart / Elisabeth Maria Post (1988)
- Imaginaire reizen (1988)
- A treasury of illustrated children's books: early nineteenth-century classics from the Osborne Collection (1989)
- Nederland 1857-1920, gezien door de stereoscoop (1989)

## Wetenswaardigheden
- Het Jongens Radioboek deel 2 draagt wel zijn naam maar is geschreven door L.Ch.G. van den Berg.
- In de oorlog gebruikte De Vries het pseudoniem Fred Hagenaar.[5]
- Het Jongens Radioboek zorgde ervoor dat veel Nederlanders in de oorlog in staat waren een illegale radio te bouwen.[6]
- Het boek Chaweriem schreef De Vries ter nagedachtenis aan zijn ouders, die op 7 mei 1943 gedood werden in het Duitse concentratiekamp Sobibór.
- De Vries schreef ook over onder andere erotiek en naturisme.
- Hij was een productief bloemlezer en samensteller van compilatieboeken over allerhande onderwerpen. Het leverde hem de bijnaam Veelvoudig Nederlands kampioen boekenplakken op.